# 埃莱斯皮纳尔
埃莱斯皮纳尔，是西班牙卡斯蒂利亚-莱昂塞戈维亚省的一个市镇。 总面积205平方公里，总人口6353人（2001年），人口密度31人/平方公里。